# A Magyar Kultúra Lovagjai 2006
A Magyar Kultúra Lovagja 2006. évi kitüntetettjei

## Egyetemes Kultúra Lovagja
260.	 prof. Dr. Sava Babić (Belgrád, Szerbia-Montenegró) író, műfordító, „Nemzetközi kulturális kapcsolatok érdekében kifejtett életművéért”
261.	 Csáky Pál (Pozsony, Szlovákia) miniszterelnök helyettes, „A magyar-szlovák kulturális kapcsolatok fejlesztéséért”
262.	 Valentin Tănase (Bukarest, Románia) festőművész, „A nemzetközi képzőművészeti kapcsolatok fejlesztéséért”

## Posztumusz A Magyar Kultúra Lovagja
263.	 Dr. Román András (Budapest) építész, „Az építészeti örökség megmentéséért”

## A Magyar Kultúra Lovagja
264.	 Antalfy István (Kecskemét) író-költő-műfordító, „A magyar újságírás területén kifejtett életművéért”.
265.	 Bagi Ferenc (Lakitelek) római katolikus plébános, „Példamutató közösségteremtő tevékenységéért”
266.	 dr. Barsi Ernő (Győr) zenetudós, tanár, „Kulturális örökség ápolása és gazdagítása érdekében kifejtett életművéért”
267.	 Béres János (Budapest) furulyaművész és zenetanár, „A kulturális örökség ápolása érdekében kifejtett életművéért”
268.	 Borbély Jolán (Budapest) etnográfus, „A kulturális örökség ápolása érdekében kifejtett életművéért”
269.	 Dr. Brantner Antal (Szentlőrinc) gyógyszerész-bölcsész, „A kulturális örökség ápolása érdekében kifejtett életművéért”
270.	 Buják Vince (Tardoskedd, Szlovákia) kosárfonó, „A népművészeti hagyományok ápolásáért”
271.	 Csapó Endre (Sydney, Ausztrália) újságíró, „A határon túli magyar újságírás fejlesztéséért”
272.	 Deákné dr. Füvessy Anikó (Tiszafüred) muzeológus, néprajzkutató, „A kulturális örökség megmentéséért”
273.	 Ember Csaba (Balassagyarmat) igazgató, „A magyar zenei kultúra fejlesztéséért”
274.	 Galó Józsefné (Debrecen) Hajdú-Bihar Megyei Nyugdíjas Szervezetek Szövetségének elnöke, „Az időskorúak művelődésének fejlesztéséért”
275.	 Gracza Antal (Bácskossuthfalva, Szerbia) pedagógus, „A zenekultúra határon túli fejlesztése érdekében kifejtett életművéért”
276.	 Gulyás András (Zsáka) polgármester, „A település közművelődésének fejlesztéséért”
277.	 Györe Pál (Abony) múzeumi igazgató, „A kulturális örökség ápolása érdekében kifejtett életművéért”
278.	 Kovács Ferenc (Oslo, Norvégia) médiamérnök, „A nemzetközi kulturális kapcsolatok ápolásáért”
279.	 Kovácsné Kővágó Anna (Murakeresztúr) pedagógus, „A horvát-magyar kulturális együttműködés elősegítéséért”
280.	 Ladányi Lajos (Klasov, Szlovákia) a Szlovák Köztársaság parlamenti képviselője, „A magyar kultúra határon túli ápolásáért”
281.	 Licsicsányi István (Csongrád) nyá. alezredes, „Helytörténeti kutatómunkájáért”
282.	 Meleg Vilmos (Nagyvárad, Románia) színész, rendező, színházigazgató, „A magyar színházi kultúra fejlesztéséért”
283.	 Murányi Zsigmondné Bodnár Mária (Kuncsorba) nyugalmazott polgármester, „A település közművelődésének fejlesztéséért”
284.	 Nagy Zoltán Mihály (Csonkapapi, Ukrajna) író-költő, „A magyar irodalom határon túli ápolásáért”
285.	 Nádas Imréné (Püspökladány) hivatásos pártfogó, „A magyar néptánc-kultúra fejlesztéséért”
286.	 Pénzes János (Eliza, Ausztrália) hegyivadász hadnagy, „A magyar kultúra határon túli ápolása érdekében kifejtett életművéért”
287.	 Vitál Mária (Nyíregyháza) Krúdy Vigadó tulajdonos-igazgatója, „A kulturális örökség ápolásáért és támogatásáért
288.	 Sajtos József (Soponya) népművelő, „A közművelődés fejlesztéséért”
289.	 Sarkady-Szabó Julianna (Bécs, Ausztria) vállalkozó, „A kortárs képzőművészet támogatásáért”
290.	 Sere Mihály (Jánoshalma) művelődésiház-igazgató, „A kultúra és a sport önzetlen támogatásáért”
291.	 Szabó Ferenc (Körmend) tanító, igazgatóhelyettes, „A közművelődés fejlesztéséért”
292.	 Szécsényi Olivér (Budapest) karnagy, nyugállományú alezredes, „A zenekultúra fejlesztése érdekében kifejtett életművéért”
293.	 prof. dr. Szilágyi Tivadar (Budapest) hivatásos ezredes, „A hazaszeretetre oktatás és nevelés fejlesztéséért”
294.	 Tatár Zoltán (Kolozsvár, Románia) közíró, „Helytörténeti kutatásaiért és írói tevékenységéért”
295.	 F. Tóth Mária (Budapest) Nemzeti Kulturális Örökség Minisztériuma vezető-főtanácsosa, „A kulturális örökség ápolásáért és alkotó fejlesztéséért”
296.	 Varga Sándor (Lendava - Lendva, Szlovénia) helytörténész, „Helytörténészi életművéért”

## A Magyar Kultúra Apródja
297.	 Gagyi Zoltán (Târnāveni-Dicsőszentmárton, Románia) tanár, „A magyar kultúra határon túli ápolásáért”
298.	 Micsik Béla (Törökbecse, Szerbia-Montenegro) tanító, „A magyar kulturális örökség határon túl ápolásáért”
A Kultúra Lovagrendje 2005. év folyamán Nagy Géza és Pásti József a Magyar Kultúra Apródjai számára a Magyar Kultúra Lovagja címet adományozta.